# Cercospora fusca
Cercospora fusca är en svampart som beskrevs av F.V. Rand 1914. Cercospora fusca ingår i släktet Cercospora och familjen Mycosphaerellaceae.   Inga underarter finns listade i Catalogue of Life.